# Altus (Arkansas)
Altus é uma cidade localizada no estado americano de Arkansas, no Condado de Franklin.

## Demografia
Segundo o censo americano de 2000, a sua população era de 817 habitantes. 
Em 2006, foi estimada uma população de 843, um aumento de 26 (3.2%).

## Geografia
De acordo com o United States Census Bureau, a localidade tem uma área de 4,8 km², sem área coberta por água.

## Localidades na vizinhança
O diagrama seguinte representa as localidades num raio de 24 km ao redor de Altus. 